# ラブ・コレクション
『ラブ・コレクション』(Love Collection) は、日本のコーラス・グループ、ハイ・ファイ・セットが1977年2月5日に発表した3枚目のスタジオ・アルバム。

## 解説
このアルバムは、オリコンのアルバム・チャートで11週にわたり首位を守り、1977年の年間チャートでも首位となる大ヒット作となった。
先行シングルとして1976年12月にリリースされた「フィーリング」もいち早くヒットし、ハイ・ファイ・セットは、1977年の第28回NHK紅白歌合戦に初出場してこの曲を歌った。

## 収録曲
注記以外、編曲：瀬尾一三、バックコーラスアレンジ：有賀恒夫

### A面
1. オン・エニィ・サンデイ（3分29秒）[注釈 1]
  - 作詞：大橋一枝、有馬三恵子・作曲：Dominic Frontiere
2. 雨のステイション（5分4秒）
  - 作詞・作曲：荒井由実
3. 眠い朝（3分21秒）
  - 作詞：岡田冨美子・作曲：佐藤博
4. まぶしい貴方（3分52秒）
  - 作詞：大橋一枝、有馬三恵子・作曲：Ken Gold, Michael Denne
5. 夜の傷（4分37秒）
  - 作詞：大川茂・作曲：山本俊彦

### B面
1. クリスタル・ナイト（4分1秒）
  - 作詞：大川茂・作曲：山本俊彦、バックコーラスアレンジ：山本俊彦
2. フィーリング(Feelings)（4分29秒）[注釈 2]
  - 訳詩：なかにし礼・作曲：Morris Albert・編曲：田辺信一
3. カントリー・ボーイ（3分17秒）
  - 作詞：大川茂・作曲：梅垣達志、バックコーラスアレンジ：山本俊彦
4. 夢に見たジャマイカ（3分46秒）
  - 作詞・作曲：戸塚省三
5. 中央フリーウェイ（3分40秒）
  - 作詞・作曲：荒井由実

## レコーディング・メンバー

### ミュージシャン
- アコースティックギター：吉川忠英
- ドラム：村上秀一
- エレキギター：松原正樹
- エレキベース：高水健司、後藤次利
- キーボード：渋井博、深町純、佐藤準、大谷和夫、江夏健二、中島正雄
- ストリングス：玉野嘉久
- トロンボーン：新井英治、岡田澄雄、平内保夫
- トランペット：羽鳥浩次、數原晋
- サックスフォン：岡崎弘、三森一郎、清水万紀夫、鈴木重雄、砂原俊三、Tomoo Okazaki、有賀恒夫

### スタッフ
- デザイン：Tsurumoto Room
- エンジニア：瀬戸宏征
- アシスタント・エンジニア：寺田康彦
- 写真：小暮徹
- レコーディング・スーパーバイザー：有賀恒夫
- プロデューサー：ハイ・ファイ・セット、有賀恒夫、下河辺晴三
- エグゼクティブ・プロデューサー：村井邦彦

## 発売履歴
| 発売日         | レーベル          | 規格         | 規格品番   | 備考                                       |
| -------------- | ----------------- | ------------ | ---------- | ------------------------------------------ |
| 1977年2月25日  | 東芝EMI           | LP           | ET-72228   |                                            |
| 1977年2月25日  | 東芝EMI           | CA           | ZA-1615    |                                            |
| 1980年         | アルファレコード  | LP           | ALR-4010   |                                            |
| 1984年11月28日 | アルファレコード  | CD           | 35XA-26    |                                            |
| 1987年2月25日  | アルファレコード  | CD           | 35XA-129   |                                            |
| 1992年7月21日  | アルファレコード  | CD           | ALCA-341   |                                            |
| 1994年10月26日 | アルファレコード  | CD           | ALCA-9098  |                                            |
| 2013年4月10日  | Sony Music Direct | Blu-spec CD2 | MHCL-30030 | 「名盤復刻」シリーズ。2013年リマスター版。 |